# Мундруцо, Корнель
Корнель Мундруцо (венг. Mundruczó Kornél; род.  3 апреля 1975, Гёдёллё) — венгерский актёр и режиссёр театра и кино.

## Биография
Окончил Академию театра и кино в Будапеште (1998). Как актёр играл в пьесах Шекспира, Гоголя, Островского, Фейдо, Гауптмана, Караджале, Хорвата, Жене, Дюрренматта, Ружевича, снимался в телесериалах, в фильмах Миклоша Янчо, Ференца Тёрёка и др. Начиная с 1998 поставил несколько короткометражных лент, показанных и отмеченных на международных кинофестивалях. Полнометражным художественным фильмом дебютировал в 2000. Ставил на сценах Германии, Австрии, Бельгии, Швейцарии, Польши Кольцо Нибелунга Вагнера, Калигулу Камю, Летучую мышь Штрауса, роман Сорокина Лёд, Бесчестье Кутзее и др. Среди актёров, с которыми Мундруцо работает на протяжении ряда лет в кино и в театре, — Лили Монори, Орши Тот.

## Фильмография

### Режиссёрские работы
- 2000: Хочу этого и больше ничего/ Nincsen nekem vágyam semmi
- 2002: Счастливые дни/ Szép napok (премия Европейской киноакадемии «Открытие года», Золотой ирис Фестиваля европейского кино в Брюсселе, Серебряный леопард МКФ в Локарно, Главная премия Софийского МКФ)
- 2005: Йоханна/ Johanna (почетное упоминание на Фестивале молодого восточноевропейского кино в Котбусе)
- 2005: Lost and Found (коллективный проект)
- 2008: Дельта/ Delta (Главная премия Недели венгерского кино, премия ФИПРЕССИ Каннского МКФ, премия Дон Кихот на Фестивале молодого восточноевропейского кино в Котбусе)
- 2010: Любящий сын — проект Франкенштейна/ Szelíd teremtés — A Frankenstein-terv (номинация на Золотую пальмовую ветвь)
- 2014: Белый Бог/ Fehér isten (Главная премия конкурсной программы «Особый взгляд» 67-го Каннского МКФ, )
- 2025: У моря/ At the Sea

## Признание
Премия Белы Балажа (2003).